# Lennart Daléus
Lennart Daléus (Estocolmo, 25 de junio de 1946) es un político sueco, presidente del Partido del Centro entre 1998 y 2001.
Daléus fue el dirigente de la Opción 3 en la campaña por el referéndum en energía nuclear de 1980 en Suecia. Tras su paso como presidente del Partido del Centro, fue el secretario general de Greenpeace Suecia y el CEO de Greenpeace Escandinavia de 2002 hasta agosto de 2008. En 2006 declaró abandonó su partido, ya que creía que su trabajo para la organización ambientalista era incompatible con su actividad política. También criticó el partido por su escaso interés en los asuntos medioambientales.